# Супхачаласай
«Супхачаласай» (тайск. สนามศุภชลาศัย กรีฑาสถานแห่งชาติ ) — мультиспортивный стадион в городе Бангкок Таиланд, построен в 1935 году, вмещает 35 000 зрителей. До 1998 года являлся главным стадионом Таиланда. Часто используется как легкоатлетическая арена. Является вторым домашним стадионом для футбольного клуба Чонбури, который проводит на стадионе домашние матчи в рамках турнира Лиги чемпионов АФК, пользующиеся повышенным зрительским интересом. В 2004 году являлся одной из главных арен Чемпионат мира по футболу среди женщин до 20 лет. В 1966, 1970 и 1978 годах являлся главным стадионом Азиатских игр. Иногда на стадионе проводит домашние матчи сборная Таиланда по футболу.